# Gianfranco Morgando
Gianfranco Morgando (Borgiallo, 20 dicembre 1949) è un politico italiano.

## Biografia
Laureato in scienze politiche, è un dirigente de La Margherita poi del Partito Democratico italiano, partito a cui ha aderito sin dalla sua fondazione.
Ha iniziato la sua carriera politica come amministratore comunale a Borgiallo, e nella vicina città di Cuorgnè. Nel 1985 diventa consigliere provinciale e assessore all'istruzione, mentre successivamente viene nominato assessore al bilancio.
Nel 1992, diventa deputato della XI Legislatura ed aderisce al gruppo parlamentare della Democrazia Cristiana. Nel 1994 è tra i fondatori del Partito Popolare Italiano, e ne diventa il primo segretario regionale del Piemonte.
Il 1996 lo vede nuovamente deputato: viene infatti eletto nel Collegio uninominale Torino 7 in rappresentanza dell'Ulivo. Nella XIII Legislatura diventa sottosegretario all'Industria del primo e del secondo governo D'Alema; successivamente è sottosegretario per il Tesoro, il Bilancio e la Programmazione Economica nel secondo governo Amato.
Dal 1996 al 1998 è stato inoltre responsabile del Dipartimento economico del PPI.
Conferma il suo seggio alla Camera per la terza volta nel 2001, sempre nel Collegio uninominale Torino 7. Nella XIV Legislatura, è membro e capogruppo della Margherita, alla Commissione Tesoro, Bilancio e Programmazione.
Nel 2006 viene eletto al Senato, nel Piemonte, e si iscrive al gruppo parlamentare dell'Ulivo.
Il 14 ottobre 2007, attraverso le elezioni primarie, viene eletto segretario regionale del Partito Democratico in Piemonte.
L'incarico viene confermato, due anni più tardi, in occasione del Congresso Nazionale del PD del 2009, in cui vince il Congresso Regionale del Partito Democratico in Piemonte contro gli sfidanti Cesare Damiano (per la mozione nazionale Dario Franceschini) e Roberto Tricarico (per la mozione nazionale Ignazio Marino).
La candidatura a Segretario Regionale di Morgando era collegata a quella di Segretario Nazionale di Pier Luigi Bersani.
È direttore della Fondazione "Carlo Donat-Cattin".